# William Orlando Butler
Pour les articles homonymes, voir Butler.
Cet article possède un paronyme, voir William Butler.
William Orlando Butler (né dans le comté de Jessamine en Virginie, aujourd'hui dans le Kentucky le 19 avril 1791 – mort à Carrollton dans le Kentucky le 6 août 1880) était un général et un homme politique démocrate américain.

Il fut candidat à la vice-présidence en tant que colistier de Lewis Cass en 1848.

## Biographie
Après des études de droit, Butler s'engagea dans l'armée au début de la guerre de 1812 pour lutter contre les Anglais et les alliés indiens de ces derniers. Capturé par les Indiens lors de la bataille de Frenchtown (22 janvier 1813), il fut emprisonné quelque temps à Fort Niagara. Relâché par les Anglais, il prit part à la bataille de la rivière Thames (5 octobre 1813), s'y illustrant avec un courage qui lui valut le rang de colonel. Butler et ses hommes furent ensuite envoyés en Louisiane pour aider Andrew Jackson à défendre La Nouvelle-Orléans.

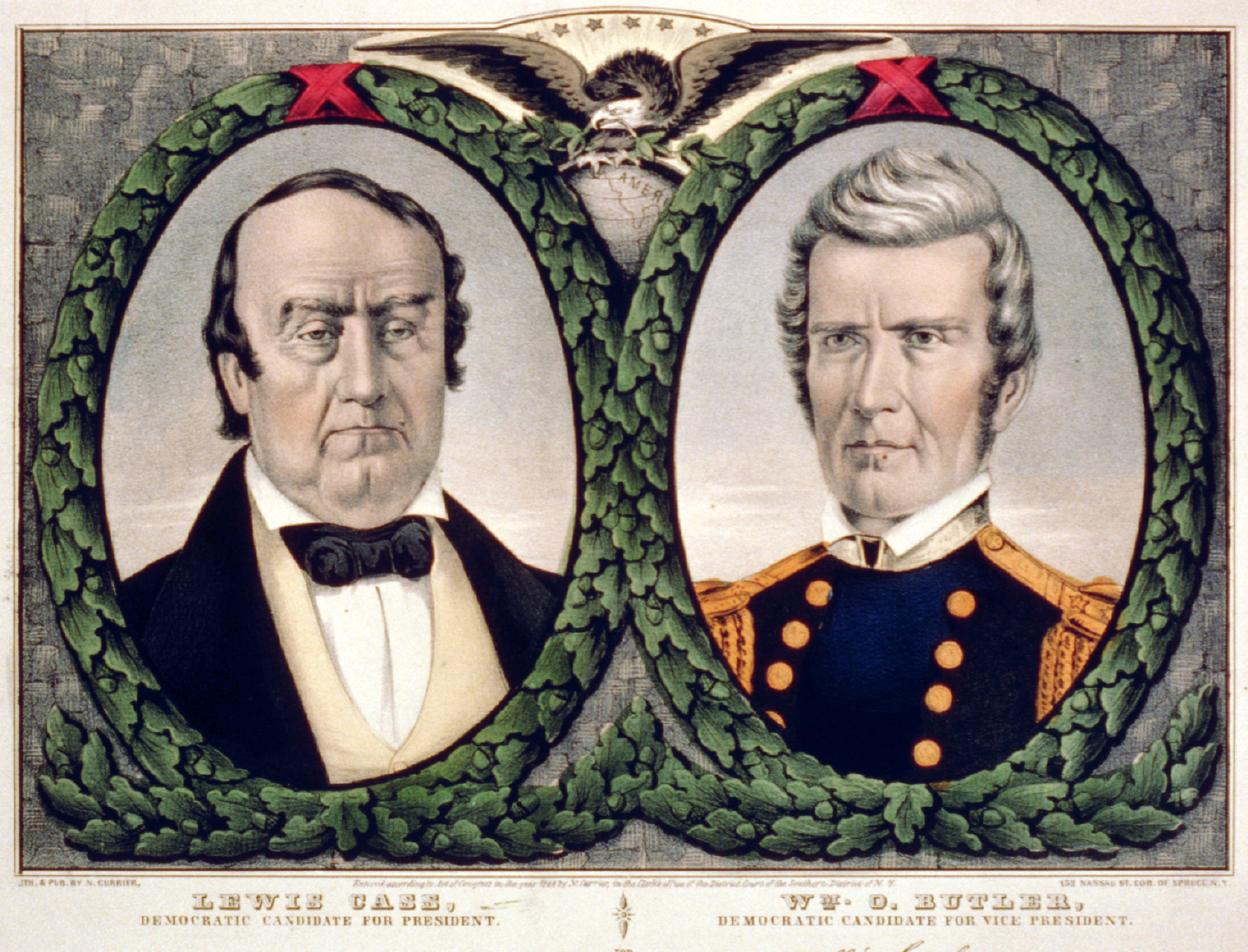
Le « ticket » démocrate de 1848 : Lewis Cass (à gauche) et William O. Butler (à droite).

Élu représentant (démocrate) du Kentucky à la Chambre des représentants (1839-1843), il fut en 1844 le candidat malheureux de son parti au poste de gouverneur de l'État.
Nommé général major et placé à la tête d'une division de volontaires (1846), il prit part à la guerre américano-mexicaine. Second du général Zachary Taylor pendant la bataille de Monterrey, il y fut blessé. En février 1848, il remplaça le général Winfield Scott à la tête de l'armée jusqu'au mois d'août.
Dans la perspective de l'élection présidentielle de 1848, il fut choisi comme candidat à la vice-présidence par le Parti démocrate, qui cherchait à concurrencer la candidature whig de Zachary Taylor, autre héros de la guerre américano-mexicaine.

En 1855, il refusa d'être candidat au poste de gouverneur du Territoire du Nebraska.
Démocrate et propriétaire d'esclaves, Butler était cependant un modéré : opposé à l'extension de l'esclavage et favorable à une politique d'émancipation progressive, il resta fidèle à l'Union pendant la guerre de Sécession.
- (en) Cet article est partiellement ou en totalité issu de l’article de Wikipédia en anglais intitulé « William Orlando Butler » (voir la liste des auteurs).